# Remolar
|  | Per a altres significats, vegeu «Remolar-Filipines». |

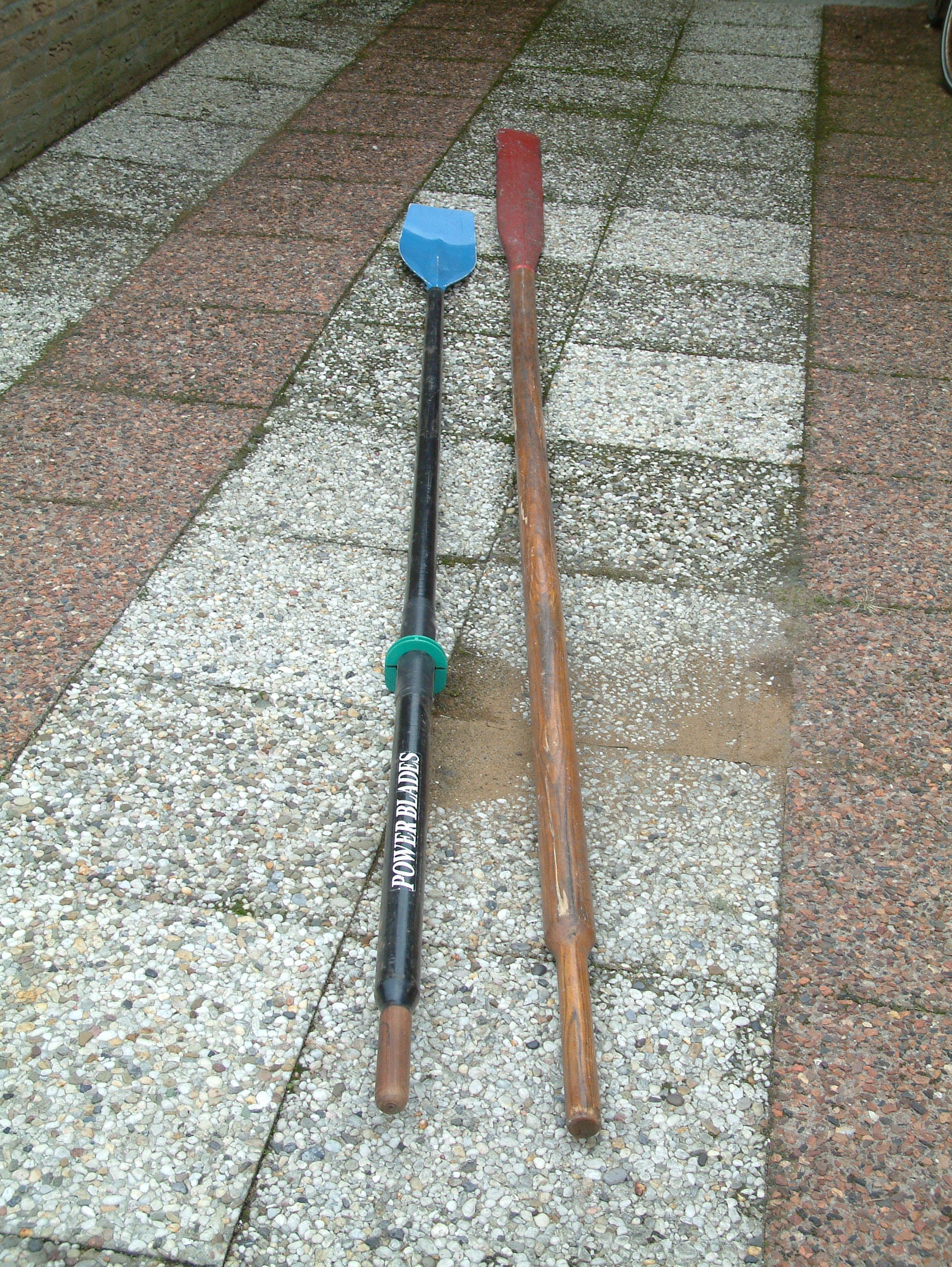
Un rem modern (esquerra) i un rem tradicional de fusta (dreta).

Un remolar era un menestral dedicat a la fabricació, conservació i reparació dels rems. Podia treballar a terra ferma, en una drassana, o a bord d'una embarcació.
També s'anomenava remolar l'indret on treballaven els remolars fabricant rems.
El verb remolar, probablement derivat de l'ofici de fabricar rems, està documentat per a indicar l'afaiçonament d'una peça de fusta en brut deixant-la en la forma cilíndrica d'una asta o similar. En el Bolletí de la Societat Arqueològica Lul·liana (Revista d'Estudis Històrics. Any CXXVII Núm. 866 #68_ISSN: 0212-7458,Tercera Època_Palma_2012) hi figuren les despeses corresponents a la confecció d'una senyera reial: “…Item costa el asta, de comprar e remolar, deu sous...”

## Confraria
A la ciutat de Barcelona els remolars estaven inclosos en la Confraria de Santa Caterina i Sant Joan, juntament amb els mestres d'aixa, calafats i altres oficis relacionats.

## Aspectes militars
Els remolars estaven obligats a formar part de l'exèrcit de la ciutat de Barcelona, de manera semblant a la resta d'oficis. Aquest exèrcit s'anomenava Host veïnal o Coronela de Barcelona. Quan els consellers cridaven a sometent, les diverses confraries havien de formar sota el seu penó i seguir la senyera de la ciutat: el penó o bandera de Sant Jordi (una creu vermella en camp blanc).
Els remolars s'agrupaven sota el penó dels mestres d'aixa.

## Documents

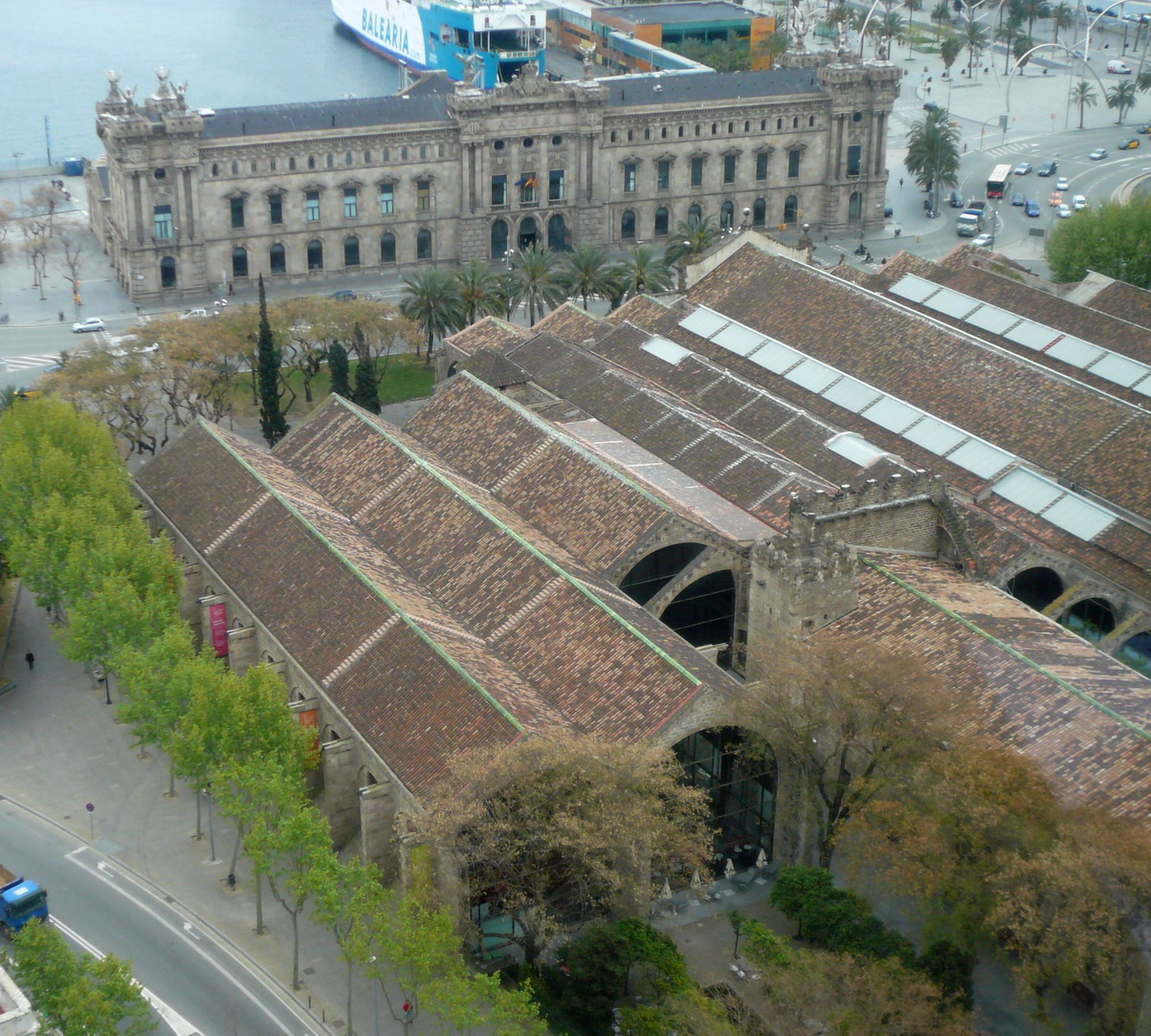
Drassanes Reials de Barcelona

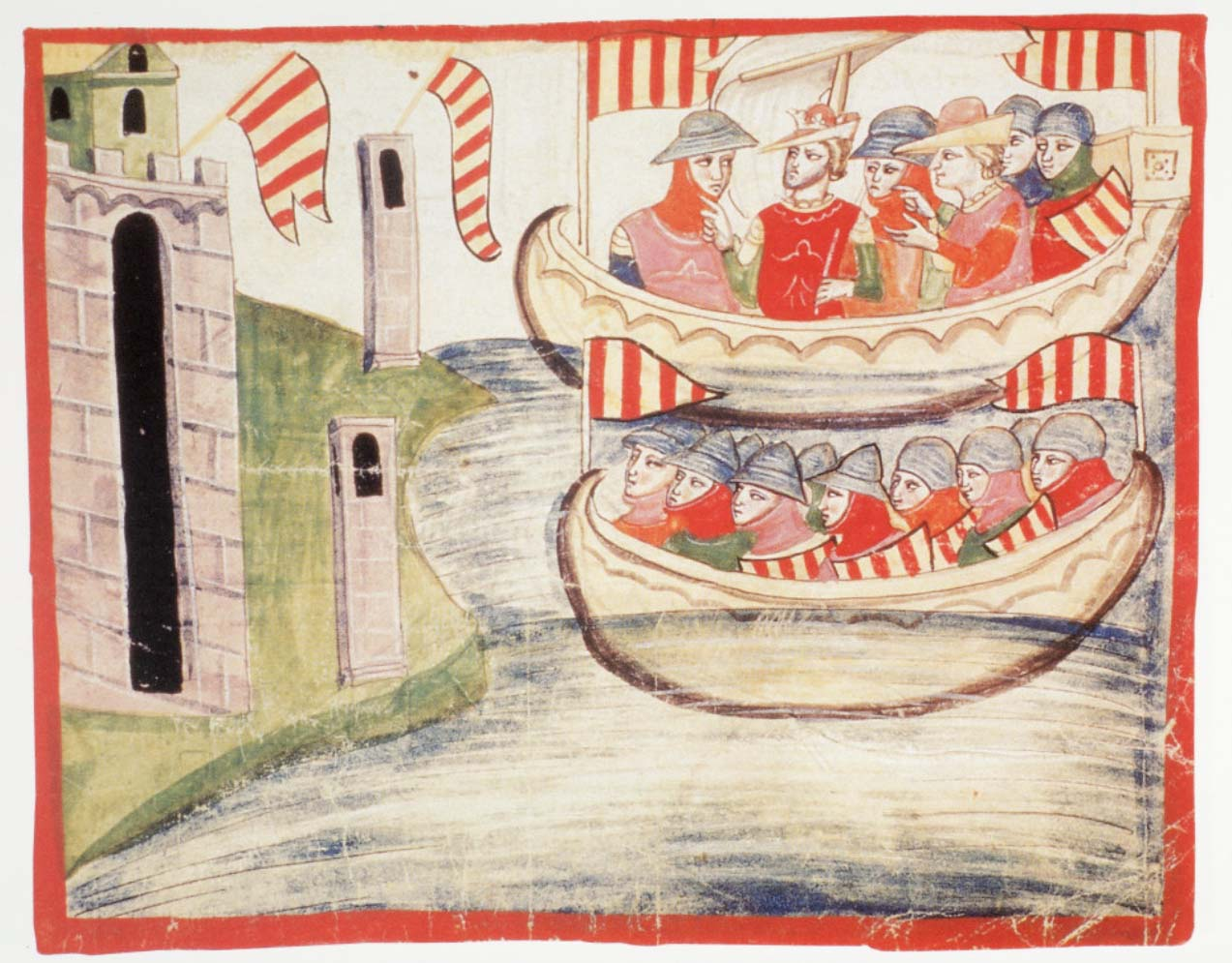
Desembarcament de Pere III d'Aragó «el Gran» a Trapani

- 1284. Precedents de la batalla del golf de Nàpols.
  - Segons la Crònica de Ramon Muntaner hi ha una descripció del port de Sant Nicolau de Scalea (Calàbria) on hi havia quatre naus i moltes tarides que carregaven estelles per a rems, arbres i antenes de galeres i llenys per a dur-les a Nàpols.[6]
- 1354. L'Almirall (Capità General de l'Armada) Bernat II de Cabrera promulgà les Ordinacions sobre lo fet de la mar. S'hi detallen les funcions i obligacions de la gent de l'armada, els salaris, la disciplina, etc., per als càrrecs següents : 
  - Almirall (o Capità General de l'Armada)
  - Vicealmirall
  - Patrons (que podien ser també Còmits)
  - Còmits
  - Sotacòmits
  - Proers
  - Nauxers
  - Timoners
  - Remolars
  - Aliers
  - Cruïllers
  - Espatllers
  - Ballesters
  - Escrivans
  - Algutzirs de galera
  - Barbers o Metges
  - Joglars
  - Senescals
  - Palomers
  - Remers simples
- 1365.[7][8]
- 1377.[9]
- 1381. En l'Arxiu del Mestre Racional consten, entre d'altres, els sous dels remolars que participaren en l'armament de dues galeres subtils (Sant Ambròs i Santa Coloma) destinades a Dalmau de Rocabertí, capità i ambaixador nomenat per als ducats d'Atenes i Neopàtria.[10]
- 1406. Livre des depenses faites pour l'armement de la galère le Saint-Thomas (Mai 1406), : «Mestres Remolars los quals dreçarem los rems per obs de la dita galea.»[11]
- 1412. Estelles per a rems.
  - En nom del duc de Gandia, Pere Roca va demanar a la ciutat de València 130 estelles per a rems, que li foren denegades.[12]
- 1415. Remolars a València.
  - El rei  Ferran I d'Aragó declara que, en aquelles dates, a València només hi havia cinc mestres remolars.[13]
- 1421. Contracte de compra d'estelles per a rems a València.[14]
- 1421-1423.[15]
  - “... Com per part de vosaltres sie stat en la dita Cort proposat que per obs de les galeres del dit General (Generalitat) es de necessitat comprar alguna quantitat de rems; emperamor de ço vos diem, pregam e manam que vosaltres comprets mil e sinch-centes estelles de rems...”
- 1505. 150 rems i 20 estelles de recanvi.[16]
- 1529. Estelles per a rems (astillas).[17]
- 1612.[18]
- 1640. Remolars a les Filipines.[19]